# Mistrzostwa Europy Juniorów w Saneczkarstwie 1971
17. Mistrzostwa Europy juniorów w saneczkarstwie 1971 odbyły się 8 stycznia w Mariańskich Łaźniach, w Czechosłowacji. Rozegrane zostały trzy konkurencje: jedynki kobiet, jedynki mężczyzn oraz dwójki mężczyzn. W klasyfikacji medalowej najlepsi byli reprezentacji Niemieckiej Republik Demokratycznej.

## Terminarz
| Data            | Miejscowość       | Konkurencja      | Złoto                                    | Srebro                         | Brąz                           |
| --------------- | ----------------- | ---------------- | ---------------------------------------- | ------------------------------ | ------------------------------ |
| 8 stycznia 1971 | Mariańskie Łaźnie | Jedynki kobiet   | Margit Schumann                          | Desa Linski                    | Ute Rührold                    |
| 8 stycznia 1971 | Mariańskie Łaźnie | Jedynki mężczyzn | Paul Hildgartner                         | Bernd Hahn                     | Horst Müller                   |
| 8 stycznia 1971 | Mariańskie Łaźnie | Dwójki mężczyzn  | Hans-Henning Schulze Hans-Jürgen Neumann | Paul Hildgartner Hubert Graber | Günther Lemmerer Alfons Obojes |

## Wyniki

### Jedynki kobiet
- Data / Początek: Piątek 8 stycznia 1971

| Medal | Zawodniczka          | Narodowość     |
| ----- | -------------------- | -------------- |
|       | Margit Schumann      | NRD            |
|       | Desa Linski          | Czechosłowacja |
|       | Ute Rührold          | NRD            |
| 4.    | Eva-Maria Wernicke   | NRD            |
| 5.    | Halina Kanasz        | Polska         |
| 6.    | Małgorzata Krętowicz | Polska         |
| 7.    | Dorota Lazecha       | Polska         |
| 8.    | Agneta Lindskog      | Szwecja        |
| 9.    | Sarah Felder         | Włochy         |
| 10.   | Elsbieta Kalupa      | Polska         |
| 11.   | Gabriele Klinger     | RFN            |
| 12.   | Elfriede Pirkmann    | Austria        |
| 13.   | Grażyna Horeska      | Polska         |
| 14.   | Marie Stefanjukova   | Czechosłowacja |
| 15.   | Rita Vogel           | RFN            |
| 16.   | Rosi Böhmer          | RFN            |
| 17.   | Dasa Nrkoransova     | Czechosłowacja |
| 18.   | Olga Stavenska       | Czechosłowacja |
| 19.   | Renata Kucerova      | Czechosłowacja |
| 20.   | Sieglinde Paschel    | NRD            |
| 21.   | Petra Poldova        | Czechosłowacja |

### Jedynki mężczyzn
- Data / Początek: Piątek 8 stycznia 1971

| Medal | Zawodnik             | Narodowość     |
| ----- | -------------------- | -------------- |
|       | Paul Hildgartner     | Włochy         |
|       | Bernd Hahn           | NRD            |
|       | Horst Müller         | NRD            |
| 4.    | Armin Hahn           | NRD            |
| 5.    | Anton Winkler        | RFN            |
| 6.    | Gunther Detlef       | NRD            |
| 7.    | Jan Kasielski        | Polska         |
| 8.    | Mirosław Więckowski  | Polska         |
| 9.    | Karl Feichter        | Włochy         |
| 10.   | Henning Schulze      | NRD            |
| 11.   | Josef Unger          | Austria        |
| 12.   | Erich Rasp           | RFN            |
| 13.   | Lubomir Zeman        | Czechosłowacja |
| 14.   | Ludwig Rasucher      | RFN            |
| 15.   | Albin Haspinger      | Włochy         |
| 16.   | Josef Brettl         | RFN            |
| 17.   | Vladimir Resl        | Czechosłowacja |
| 18.   | Ray Lindfors         | Finlandia      |
| 19.   | Hubert Graber        | Włochy         |
| 20.   | Jan Tomasek          | Czechosłowacja |
| 21.   | Per Fladvad          | Szwecja        |
| 22.   | Michael Gardebäck    | Szwecja        |
| 23.   | Johann Mair          | Włochy         |
| 24.   | Hans-Jürgen Neumann  | NRD            |
| 25.   | Alf Johnsson         | Szwecja        |
| 26.   | Josef Mair           | Włochy         |
| 27.   | Tadeusz Kowalczyk    | Polska         |
| 28.   | Lubomir Pivrnec      | Czechosłowacja |
| 29.   | Petr Jiricko         | Czechosłowacja |
| 30.   | Adam Kluch           | Polska         |
| 31.   | Erich Glade          | RFN            |
| 32.   | Hans-Heinrich Winler | NRD            |
| 33.   | Siegfried Sattler    | Austria        |
| 34.   | Jacek Błaszyński     | Polska         |
| 35.   | Wolfgang Ridenschink | RFN            |
| 36.   | Pavel Michalik       | Czechosłowacja |
| 37.   | Thomas Jarzombel     | NRD            |
| 38.   | Milos Moravec        | Czechosłowacja |
| 39.   | Karl Schrott         | Austria        |
| 40.   | Józef Greń           | Polska         |
| 41.   | Lechleitner          | Austria        |

### Dwójki mężczyzn
- Data / Początek: Piątek 8 stycznia 1971

| Medal | Zawodnik                            | Narodowość     |
| ----- | ----------------------------------- | -------------- |
|       | Henning Schulze Hans-Jürgen Neumann | NRD            |
|       | Paul Hildgartner Hubert Graber      | Włochy         |
|       | Günther Lemmerer Alfons Obojes      | Austria        |
| 4.    | Horst Müller Armin Hahn             | NRD            |
| 5.    | Lubomir Zeman Lubos Pivrnec         | Czechosłowacja |
| 6.    | Vladimir Resl Pavel Michalik        | Czechosłowacja |
| 7.    | Erich Schnarf Josef Mair            | Włochy         |
| 8.    | Wojciech Kubik Mirosław Więckowski  | Polska         |
| 9.    | Bernd Hahn Ulrich Hahn              | NRD            |
| 10.   | Jan Kasielski Adam Kluch            | Polska         |
| 11.   | Helmut Lechleitner Karl Schrott     | Austria        |
| 12.   | Anton Winkler Josef Brettl          | RFN            |
| 13.   | Alf Johnsson Michael Gardebäck      | Szwecja        |
| 14.   | Josef Unger Siegfried Sattler       | Austria        |
| 15.   | Ryszard Zieliński Henryk Sarata     | Polska         |
| 16.   | Silginer Johann Mair                | Włochy         |
| 17.   | Erwin Acherer Heinz Schellhorn      | Austria        |
| 18.   | Serge Barnel Jean Michel Picat      | Francja        |
| 19.   | Karl Feichter Albin Haspinger       | Włochy         |
| 20.   | Erich Rasp Berndt Körner            | RFN            |
| 21.   | Tomas Cidlik Jan Cidlik             | Czechosłowacja |
| 22.   | Józef Greń Tadeusz Kowalczyk        | Polska         |

## Klasyfikacja medalowa
| Miejsce | Państwo        |   |   |   | Razem |
| ------- | -------------- | - | - | - | ----- |
| 1.      | NRD            | 2 | 1 | 2 | 5     |
| 2.      | Włochy         | 1 | 1 | 0 | 2     |
| 3.      | Czechosłowacja | 0 | 1 | 0 | 1     |
| 4.      | Austria        | 0 | 0 | 1 | 1     |